# Grafmonument van de familie Van Reede Ginkel
Het grafmonument van de familie Van Reede Ginkel is een 19e-eeuws grafmonument in de Nederlandse plaats Amerongen.

## Achtergrond
De familie Van Reede was vanaf de 16e eeuw in het bezit van de heerlijkheid en het kasteel Amerongen. Leden van de familie werden begraven in de Andrieskerk, waar nog een grafmonument en rouwbord te vinden zijn. Per 1 januari 1829 mocht op grond van een wetswijziging niet meer in de kerk begraven worden. De familie stond grond af aan de gemeente voor de aanleg van een begraafplaats. Centraal op de begraafplaats werd een grafmonument voor de familie Van Reede Ginkel opgericht, ontworpen door de Utrechtse architect Christiaan Kramm. In 1873 gaf Elisabeth Maria Villiers, geboren gravin Van Reede Ginkel, grond in erfpacht voor uitbreiding van de begraafplaats. Zij was de laatste telg van de familie Van Reede Ginkel. Het grafmonument van de familie werd in 1887 hernieuwd.
In 1879 kwam Godard graaf Van Aldenburg Bentinck op het kasteel wonen, hij was een neef van de laatste gravin Van Reede Ginkel. Hij gaf in 1927 opdracht voor de bouw van het grafmonument van de familie Bentinck op de begraafplaats.

## Beschrijving
Het neoclassicistisch grafmonument bestaat uit een grote gedenksteen op een basement, bekroond door een fronton met palmetten. In het timpaan is een vlinder te midden van sterren geplaatst. Aan de voorzijde van de gedenksteen is als een bronzen reliëf het familiewapen met schildhouders aan aangebracht, met in een banderol de tekst MALO MORI QUAM FOEDARI (liever te sterven dan te worden bezoedeld).
Aan de beide zijkanten en de achterzijde is een gietijzeren hekwerk geplaatst, onderbroken door hardstenen pijlers met bronzen eikenbladkransen.

## Waardering
Het grafmonument werd in 1998 als rijksmonument in het Monumentenregister opgenomen, het is "van cultuurhistorische waarde vanwege de funeraire geschiedenis en vanwege de band van de familie Van Reede met het vorstenhuis. Het is voorts van architectuurhistorische waarde vanwege de bouwstijl. Ten slotte is het van ensemble-waarde als onderdeel van de begraafplaats."